# MŠK Žilina
MŠK Žilina je slovački nogometni klub iz Žiline. 
Klub je osnovan 1908. godine pod mađarskim imenom Zsolnai Testgyakorlók Köre. Od tada su desetak puta mijenjali ime, posljednji put 1995. godine. Sa sedam osvojenih naslova državnog prvaka jedan je od najuspješnijih slovačkih klubova. Sezone 2008./09. po prvi put su se natjecali u grupnoj fazi Kupa UEFA. Klupske boje su žuta i zelena, a svoje domaće utakmice igraju na stadionu Pod Dubňom.   

## Navijači
Navijači MŠK Žiline su Žilinskí Šošoni i Žilinskí Fanatici. Imaju prijateljske odnose s navijačima poljskog Górala.

## Trofeji
- Slovačka Superliga (Slovačka prva liga od 1993.) 
  - Prvaci (7): 2002., 2003., 2004., 2007., 2010., 2012., 2017.

- Zvazové Majstrovstvá Slovenska (Slovačka prva liga od 1925. do 1933.)
  - Prvaci (2): 1928., 1929.

## Trenutačna momčad
Ažurirano: 18. lipnja 2023.
Napomena: Zastave označavaju reprezentaciju kako je definirano FIFA-inim pravilima prihvatljivosti. Igrači mogu imati više od jednog državljanstva izvan FIFA-e.
| Br. | Poz. | Država | Igrač                                          |
| --- | ---- | ------ | ---------------------------------------------- |
| 1   | VRA  |        | Matej Slávik (na posudbi iz Považske Bystrice) |
| 2   | BRA  |        | Dominik Javorček                               |
| 3   | BRA  |        | Patrik Leitner                                 |
| 4   | BRA  |        | Samuel Kopásek                                 |
| 8   | NAP  |        | Loic Essomba                                   |
| 10  | NAP  |        | Adrián Kaprálik                                |
| 11  | VEZ  |        | Samuel Gidi                                    |
| 14  | NAP  |        | Eric Bile                                      |
| 16  | NAP  |        | Patrik Iľko                                    |
| 17  | BRA  |        | James Ndjeungoue                               |
| 18  | BRA  |        | Andrej Stojčevski                              |
| 19  | NAP  |        | Timotej Jambor                                 |
| 20  | BRA  |        | Kristián Bari                                  |

| Br. | Poz. | Država | Igrač          |
| --- | ---- | ------ | -------------- |
| 21  | NAP  |        | Boris Krstić   |
| 22  | VRA  |        | Samuel Belaník |
| 23  | BRA  |        | Ján Minárik    |
| 25  | BRA  |        | Tomáš Nemčík   |
| 28  | BRA  |        | Benson Anang   |
| 29  | NAP  |        | Dávid Ďuriš    |
| 30  | VRA  |        | Ľubomír Belko  |
| 33  | BRA  |        | Adam Kopas     |
| 37  | VEZ  |        | Mario Sauer    |
| 45  | BRA  |        | Richmond Owusu |
| 66  | BRA  |        | Matúš Rusnák   |
| 88  | NAP  |        | Roland Galčík  |

### Na posudbi
Napomena: Zastave označavaju reprezentaciju kako je definirano FIFA-inim pravilima prihvatljivosti. Igrači mogu imati više od jednog državljanstva izvan FIFA-e.
| Br. | Poz. | Država | Igrač                                                           |
| --- | ---- | ------ | --------------------------------------------------------------- |
| -   | VRA  |        | Marek Teplan (u Považská Bystrica do 30. lipnja 2023.)          |
| -   | VRA  |        | Samuel Petráš (u Dunajská Streda do 30. lipnja 2023.)           |
| -   | BRA  |        | Branislav Sluka (u Dynamo České Budějovice do 30. lipnja 2023.) |
| -   | BRA  |        | Filip Mráz (u Pohronie do 30. lipnja 2023.)                     |

| Br. | Poz. | Država | Igrač                                                      |
| --- | ---- | ------ | ---------------------------------------------------------- |
| -   | BRA  |        | Samuel Suľa (u ViOn Zlaté Moravce do 30. lipnja 2023.)     |
| -   | VEZ  |        | Miroslav Gono (u Wisła Płock do 30. lipnja 2023.)          |
| -   | VEZ  |        | Patrik Myslovič (u Aberdeen do 30. lipnja 2023.)           |
| -   | VEZ  |        | Tibor Slebodník (u Zemplín Michalovce do 30. lipnja 2023.) |

## Vanjske poveznice
- Službena stranica  Arhivirana inačica izvorne stranice od 15. lipnja 2008. (Wayback Machine) (sl.)